# Weingarten 4 (Quedlinburg)

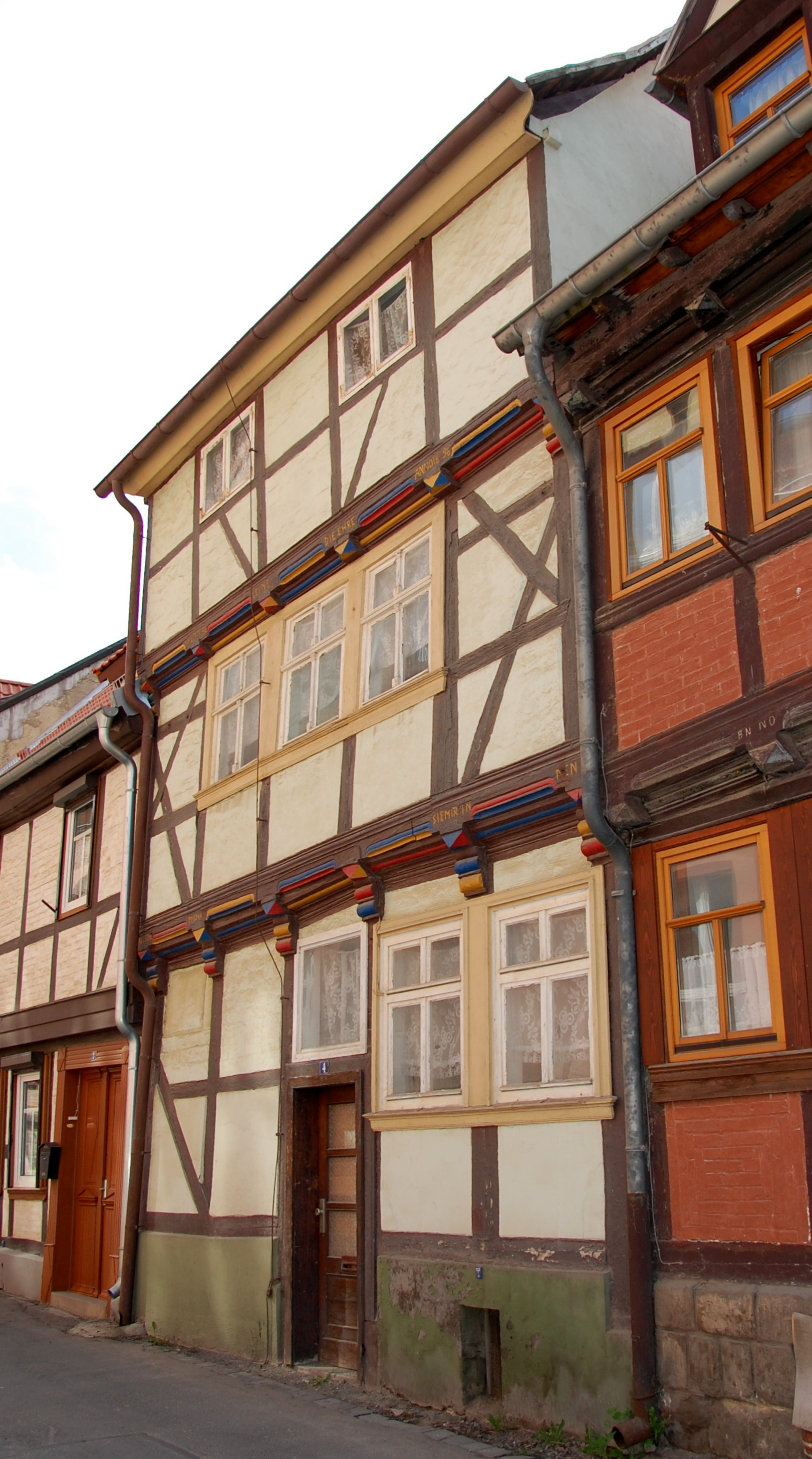
Haus Weingarten 4

Das Haus Weingarten 4 ist ein denkmalgeschütztes Gebäude in der Stadt Quedlinburg in Sachsen-Anhalt.

## Lage
Es befindet sich am Westrand der historischen Quedlinburger Altstadt auf der Westseite der Straße Weingarten und gehört zum UNESCO-Weltkulturerbe. Im Quedlinburger Denkmalverzeichnis ist es als Wohnhaus eingetragen. Nördlich grenzt das gleichfalls denkmalgeschützte Haus Weingarten 5 an.

## Architektur und Geschichte
Das hohe dreigeschossige Fachwerkhaus entstand nach einer an der Stockschwelle befindlichen Inschrift im Jahr 1696. An der Fachwerkfassade finden sich profilierte Füllhölzer, Knaggen und Pyramidenbalkenköpfe.